# Beaujolais
Il Beaujolais ([bo.ʒɔ.lɛ], in arpitano Biôjolês) è una regione storico-geografica della Francia compresa nei dipartimenti del Rodano e, solo in minima parte, della Saona e Loira: i suoi capoluoghi storici furono Beaujeu e Villefranche-sur-Saône. La côte beaujolaise è una delle più grandi regioni vinicole della nazione, importante per la produzione di vini rossi da tavola (come il Beaujolais nouveau) e di vini beaujoulais pregiati (ad esempio Fleurie, Juliénas, Romanèche-Thorins).

## Geografia
La regione, compresa tra le zone di Mâcon e Charolles (a nord) e quella di Lione (a sud), è situata al limite orientale del Massiccio Centrale: con il Mont Saint-Rigaud raggiunge l'altitudine massima di 1.009 metri. I monti del Beaujolais si innalzano bruscamente a levante, verso la Saona e la côte beaujolaise, mentre digradano dolcemente a ponente, verso la Loira e la zona di Roanne.

## Storia
I romani designavano la zona come Belloiocensis Pagus.
In età medievale fu feudo della casa di Beaujeu: passò nel 1265 ai d'Albon-Forez e nel 1400 ad un ramo dei Borboni, un discendente dei quali, il duca Pietro II, sposò una delle figlie di Luigi XI.
Il Beaujolais venne confiscato nel 1527 ed unito ai possedimenti regi, per poi essere restituito al duca di Montpensier, Luigi II di Borbone-Vendôme, e in seguito passare per matrimonio a Gastone d'Orléans: sua figlia Anna Maria Luisa lasciò la contea in eredità a Filippo I di Borbone-Orléans, fratello di Luigi XIV.
Insieme alle province del Lyonnais e del Forez, apparteneva alla généralité di Lione, creata nel 1542.
L'ultimo a fregiarsi del titolo di conte di Beaujolais fu Luigi Carlo d'Orléans, figlio di Luigi Filippo II e di Luisa Maria Adelaide di Borbone-Penthièvre.

## Viticoltura
Quella del Beaujolais è una regione viticola, nota per i suoi vini tipici, vini rossi prodotti al 97 % dal vitigno Gamay.

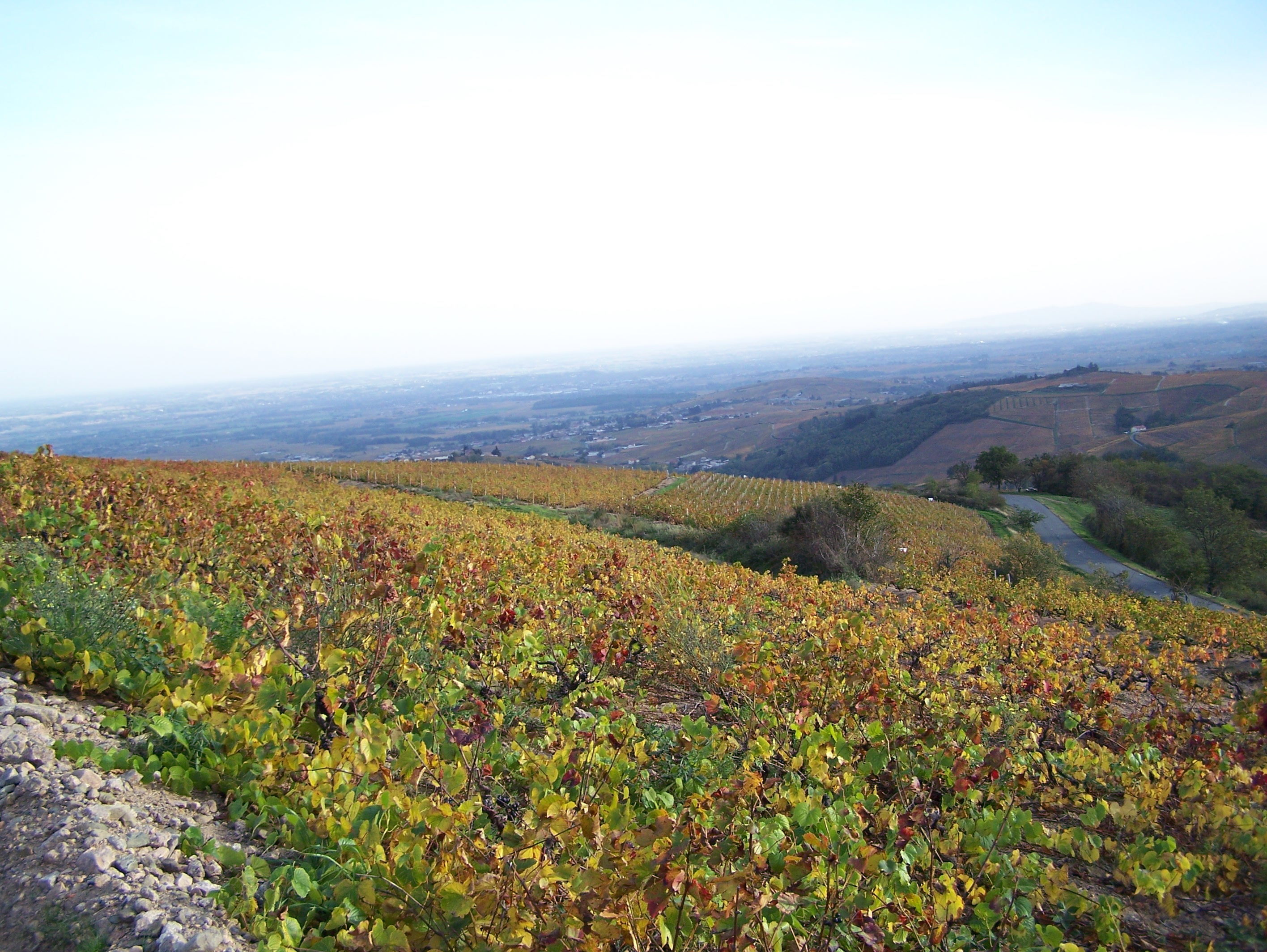
Vigneto del Beaujolais in autunno.

Il vigneto del Beaujolais si estende sulle pendici alla base dei contrafforti orientali del massiccio, lungo la Saona.
La produzione media giunge a 1 milione di ettolitri per campagna ripartiti in dodici AOC: Beaujolais, Beaujolais Villages e dieci cru (morgon, régnié, moulin-à-vent, côte-de-brouilly, brouilly, juliénas, saint-amour, chénas, chiroubles e fleurie). Solo le denominazioni generiche (le prime due) possono pretendere una commercializzazione come vino novello: quello stesso che ogni anno è commercializzato il terzo giovedì di novembre, momento per la tradizionale degustazione del « Beaujolais nouveau ».